# Henry Haskins Clapham Sugden
Sir Henry Haskins Clapham Sugden, britanski general, * 1904, † 1977.